# 太田川基町護岸
太田川基町護岸（おおたがわもとまちごがん）は、広島県広島市を流れる一級河川太田川水系旧太田川（通称:本川）で、昭和58年（1983年）実施された太田川環境護岸整備で作成された親水護岸。中区基町内に位置する。
玉石を使用し法面をやわらかな曲線で構成された護岸と、内地にむかってゆるやかな勾配の芝生広場を形成。河川改修工事において環境に配慮した日本での先駆的な事例としてしばしば紹介される。平成15年に土木学会デザイン賞2003特別賞を受賞。
堤防道路は「基町POP'La通り（基町ポップラ通り）」の愛称で親しまれている。2024年から広島市中央公園に隣接する芝生広場部分は、エディオンピースウイング広島を中心とする「ひろしまスタジアムパーク」の一施設として共用されている。

## 解説
東京工業大学の中村良夫研究室(当時)によって1976年より、太田川のイメージ調査、ゾーニング、構想、設計という一連の取組みが行われた。1970年代、河川整備が河川区域に閉じた標準断面によって進められていた時代に、都市とのつながりを意識した都市施設として河川護岸の空間デザインが行われた戦後日本の土木分野における環境デザインの先駆的事業である。
太田川は広島市内で6本（太田川放水路・天満川・旧太田川（本川）・元安川・京橋川・猿猴川）に分かれて流れ、河岸には戦災復興都市計画で緑地が設けられ良好な水辺景観を呈しており、太田川と緑地は広島市の一つのシンボルとなっていたが広島市の高潮対策として堤防の嵩上げ工事が計画され、そのために河岸緑地の景観悪化が懸念された。このため景観的検討を行い、同時に市街地中心部基町護岸の設計を行ったものであった。設計の対象はそれらの中央を流れる旧太田川の三篠橋下流の天満川分流地点から空鞘橋をこえて相生橋までのおよそ1キロ区間である。基本設計を1977年度に行い、その後左岸についてのみ部分的に実施設計が行われ、施工された。実施設計は天満川から約200メートル下流左岸（1980年度）	空鞘橋上流左岸約300メートル（1980年度）空鞘橋下流左岸約200メートル(1979年度)相生橋上流左岸約200メートル(1982年度)と四段階に分けて行われている。
事業者は建設省（現国土交通省）、基本および実施設計が東工大中村研究室、実施設計協力は広島建設コンサルタント（現ヒロコン）、施工は鴻池組。

## 環境護岸整備と土木的デザインの展開
その方法論と実現された空間が都市にもたらす豊かさは、現在太田川で展開する多様な水辺活用の様子に見ることができる。
中村らは設計のとっかかりとして広島市三角州地域の住民を対象として、広島市と太田川に対するイメージ、意識、利用に関する調査を行っている。また、現地踏査と河川改修、地誌、都市計画等の資料収集を行い、調査報告書として、太田川全体に関するゾーニングと構想計画を策定。護岸の基本設計は全川に関する調査データを基礎として、 さらに現地での詳細な調査を加えている。
そして太田川基町付近の位置づけと設計方針のために意識調査、現地景観調査、収集資料などから明らかになった太田川の位置づけをふまえてから設計の方針を定めている。このとき市民の意識調査で広島市について自由に思い出すものをあげてもらうと、原爆平和、川と橋、都市交通、広島カープ、海の幸と広島かき、城下町、都心地区、山と丘陵、都市の復興と発展、安芸の宮島の順であったが、太田川は広島を代表するシンボルであることが認識された。また、広島市の地図を描いてもらう調査では、連想的に太田川と結びついているはずの川辺の施設、広島平和記念公園や縮景園などが必ずしも結びついていなく、このため太田川基町では沿川の中央公園、広島城、基町アパート等との景観的結合をはかり、水面越しに見られる適当な場所を整備して水の都のイメージを強化すること、基町周辺地区は太田川のなかでも市民によく知られている場所であるからこの地区の改良は太田川全体のイメージアップにつながる重要地区であるため、河岸のデザインは景観面を優先させる方向で整備すること、空鞘橋を境に上·下流部では川幅や周辺それぞれの土地利用など雰囲気が異なり、違ったデザインの方針をとり、異なるイメージの空間とすること、河川の感潮部のため、潮の干満で約3メートルの著しい水位変化が生じることもあり、意識調査の結果で当地区は近くの住民に身近な川として意識されていず、水辺へも近づきにくい比較的悪い評価がなされているため、改修時に水辺へ近づきやすくするために堤防小段、階段等を設置し、水位の変化に対応させることを目指したという。
また、水辺の景観は、水際に近づきやすい、近づきやすく見えることが重要であるという理論から、水辺へ近づきやすく見える形として堤防小段、突出した水制工、階段等を設けていく。河川幅100メートルは、対岸の人が活動しているようすがわかる距離であり、対岸との一体感をもたせるよう、護岸に変化やアクセントとなる石段を設け、鍵型の凹凸の石積みとし、対岸に目を向ける工夫をしていく。河川の屈曲部の外側の凹部は囲ばれた感じのするところで、内側の凸部は開放的な感じのところであるため、それぞれ空間の特性をより強調するデザインの形態をとり、凹部には凹型の空間を設け、凸部もそれにあわせていっている。
この他、転落防止の柵を、景観面での配慮から石積みで設計、もしくは植栽を用いることを考慮したが、実際には、ボックスウッドの植栽としている。
設計では河川は公園のようなレクリエーションのための虚構の空間や庭園のような芸術の空間ではなく、実用的で自然的な独自の空間であるとの認識をもち、公園的な施設もできるだけ排除し、ベンチなどのもつ機能は河原になるべくふさわしい物として転石を使っている。材料の有効利用、河川の歴史の尊重、味わいのある材料、時を経て景観価値の出る素材としてコンクリートを表面には用いず、現護岸の花崗岩の切石を再利用もしくは同じ材料を用い、水制も歴史的存在として保存再生をはかっていく。
周囲は右岸から水面越しに広島城が見えることから、広島城と中央公園の風景とに調和するモチーフと石積みと芝の緑の面とを生かし、工事や治水上影響の少ない既存の樹木はなるべく残し、活用をはかるほか、近くの住民の利用と遠方の住民の利用、通勤·通学、休日のサイクリング利用、散歩と休息、水遊びなどが、空鞘橋下流で想定され、さらに空鞘橋上流部では高水敷での運動、木遊びなどが空鞘橋下流で想定され、さらに空鞘橋上流部では高水敷での運動も想定されている。
設計時には制約条件を整理、台風時、高潮位を伊勢湾台風と同じ規模の台風がきて広島湾の満潮と重なったときの高潮を想定、計算上4.4メートルという広島湾平均潮位よりの高さから、それに余裕高0.6メートルを加え、堤防高は5メートルとしている。そして流量は1920トンを同様の台風時の旧太田川の流すべき量として想定してそのために必要な河川の横断面積を確保している。堤防の法線、堤防の川側の肩の線は現在の河岸の線に沿ったものとし、大幅な変更はしないなど、本川条件をふまえて、設計の対象地区を空鞘橋の上流と右岸左岸とに大きく分け、河岸に土地の斜のある左岸のデザインに重点をおいて代替を含め案を4案作成している。その中の１案は原則として現河岸の風景保存を設計目標とし、他案は原則として緑地のイメージが強く水制工は残さず左岸は小段のある高水敷緑地、右岸は現状の緑地に一部の堤防小段を設けたもの、その緑地風より石積みのイメージを強めたものでどちらかといえば城郭風で水制工も保存して親水広場として利用するもの、 それらの考えの中間の緑地風と城郭風の中間でさらに橋下流部高水敷の高さを下げて親水性のあるテラスに特徴をもたせ上流部は思い切った高水敷広場としたもの、などを用意していた。
さらに設計時にディテールが重要な景観上のポイントであることから、あらかじめ留意点として護岸上端の処理としてコンクリートの表面の石張りを考慮、護岸材料として花崗岩切石、玉石の使い方と大きさの指定、コンクリートの表面仕上げ、高水敷の土工のディテール、広島城を展望するための場所のしつらえという点を示して、これらは実施設計時により詳しく検討されている。
こうした基本設計の4案のうち最終的には中間の案と決まり、それをベースとした実施設計が前述のとおり4期にわたって行われる。各期ごとに別々に1/300-1/600程度の平面図と、 1/100の断面図とそれ以上の詳細図とで設計施工が進められた。
その後、太田川の取組みの他地域への広がりはかなわなかったが、1990年代頃から当時の建設省や土木学会の景観に関する部会が展開するシビックデザイン運動の活発化と各種モデル事業の推進ともに、土木景観デザイニングの取り組みは多様な土木分野へと展開した。この時期の主な当該事例として、熊本アートポリスによる牛深ハイヤ橋(天草市,平成9年(1997) )や鮎の瀬大橋(上益城郡,平成11年)といった橋梁はもとより、周辺施設との一体的な河川環境空間を実現した津和野を流れる津和野川河川景観整備の護岸整備(平成5年)、多様な主体の調整により都市の顔となる空間を創出を目指した皇居周辺道路緑地整備事業(内堀通り他、平成7年)や、門司港レトロ事業(平成5年)などがあげられる。
空鞘橋上流の護岸には背の高いポプラの木が中村の指示で切らずに残された。その後たびたび植樹されている。空鞘橋下流の護岸には練石積みの水制工を設計に取り入れ、突出部が設けられている。
平成7年に原爆ドームの前の親水テラスが完成し、灯籠流し等に活用されている。その光景は全世界に川の風景が映される。2024年エディオンピースウイング広島を中心とする「ひろしまスタジアムパーク」が整備され、公園側に水遊び・BBQで用いる機器の貸出施設が設けられている。

## ギャラリー

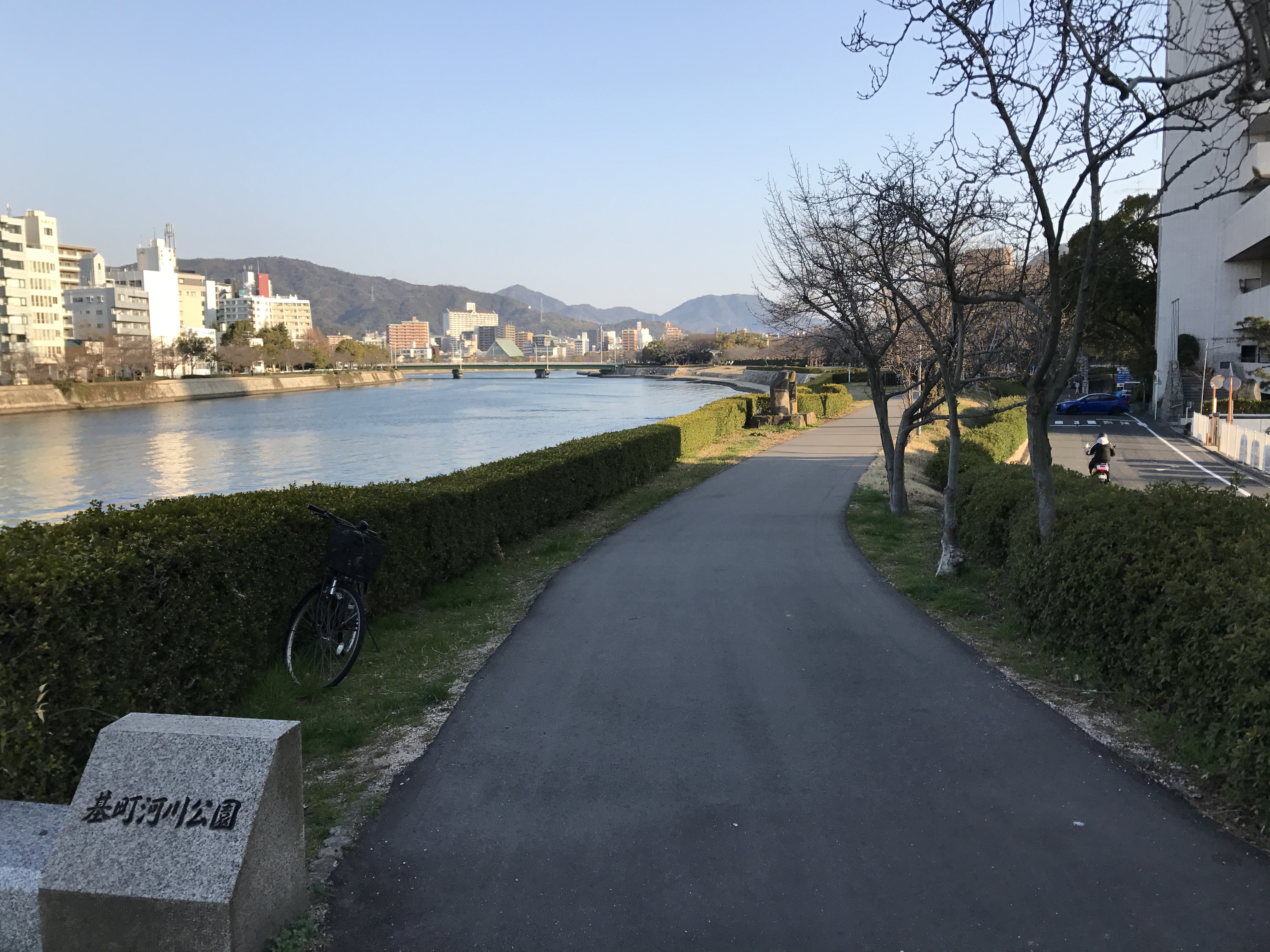
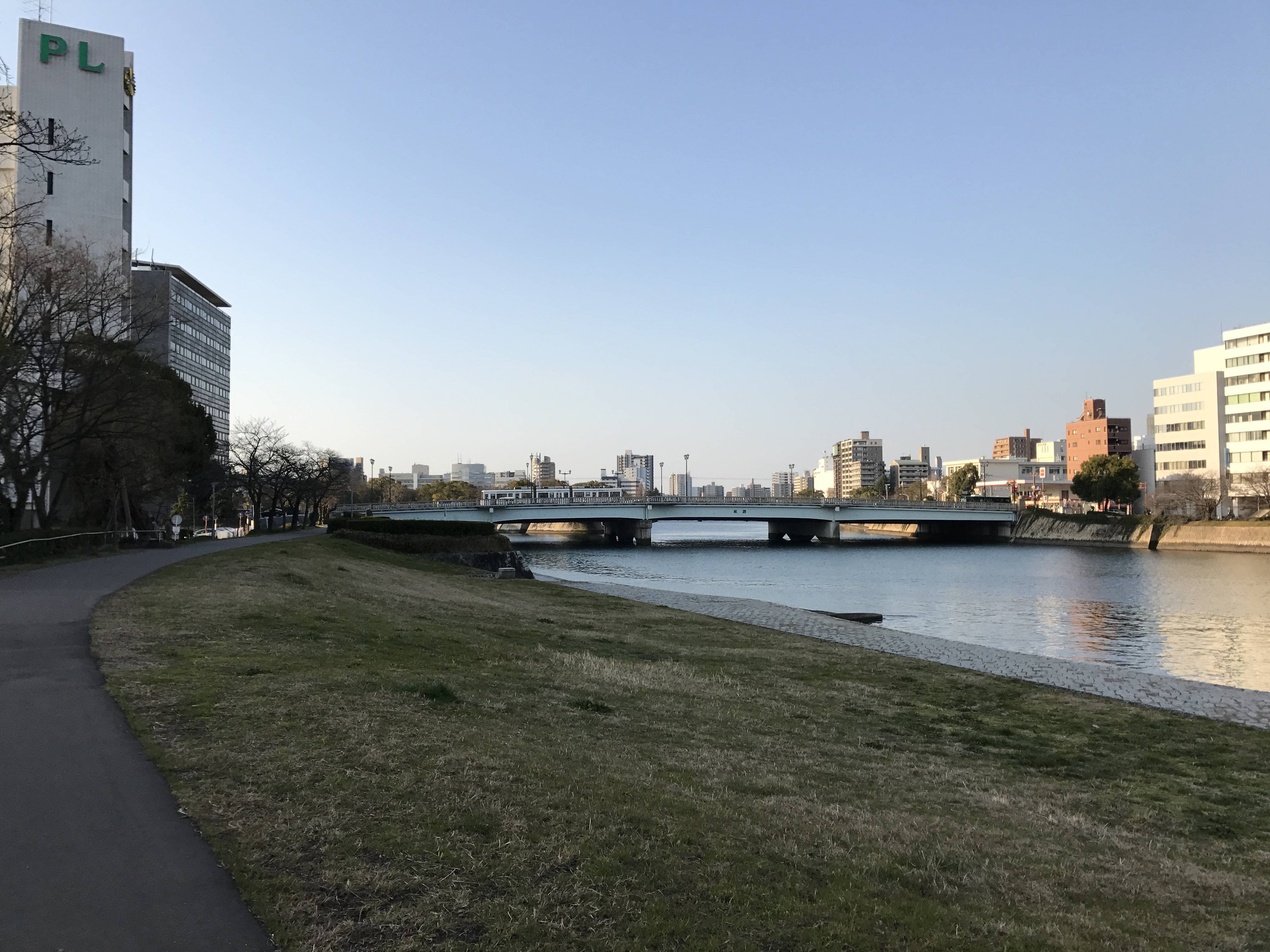
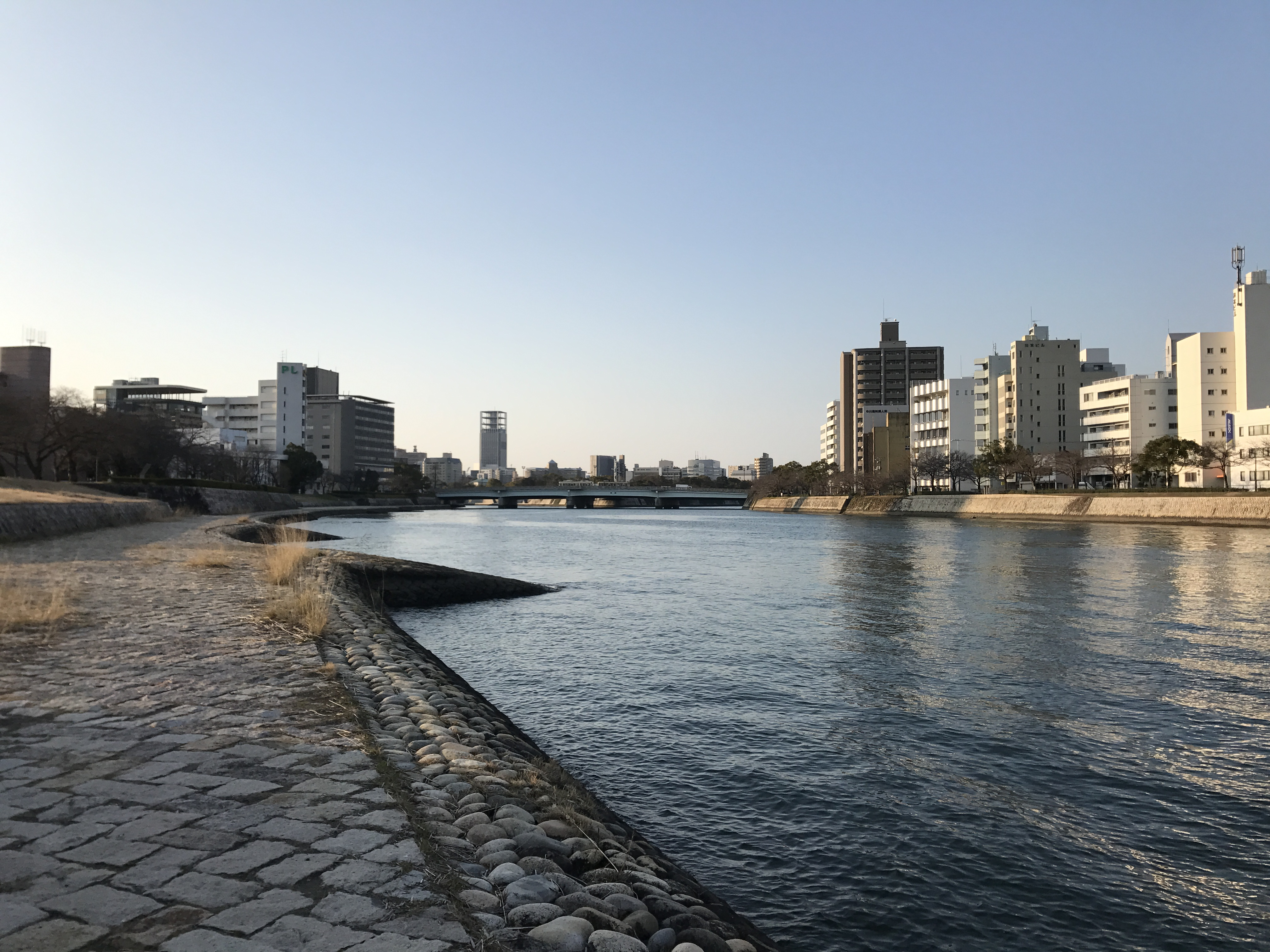
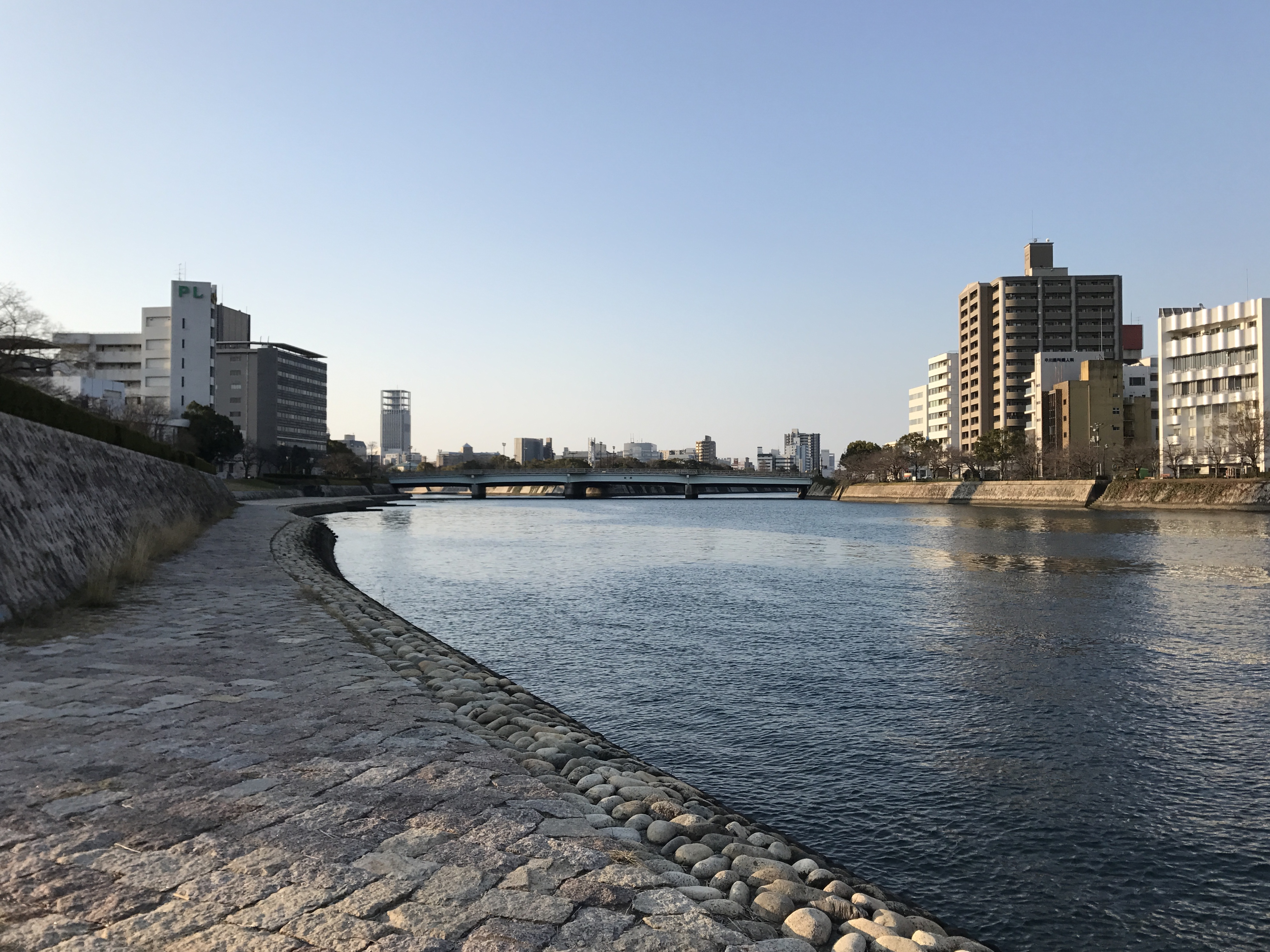
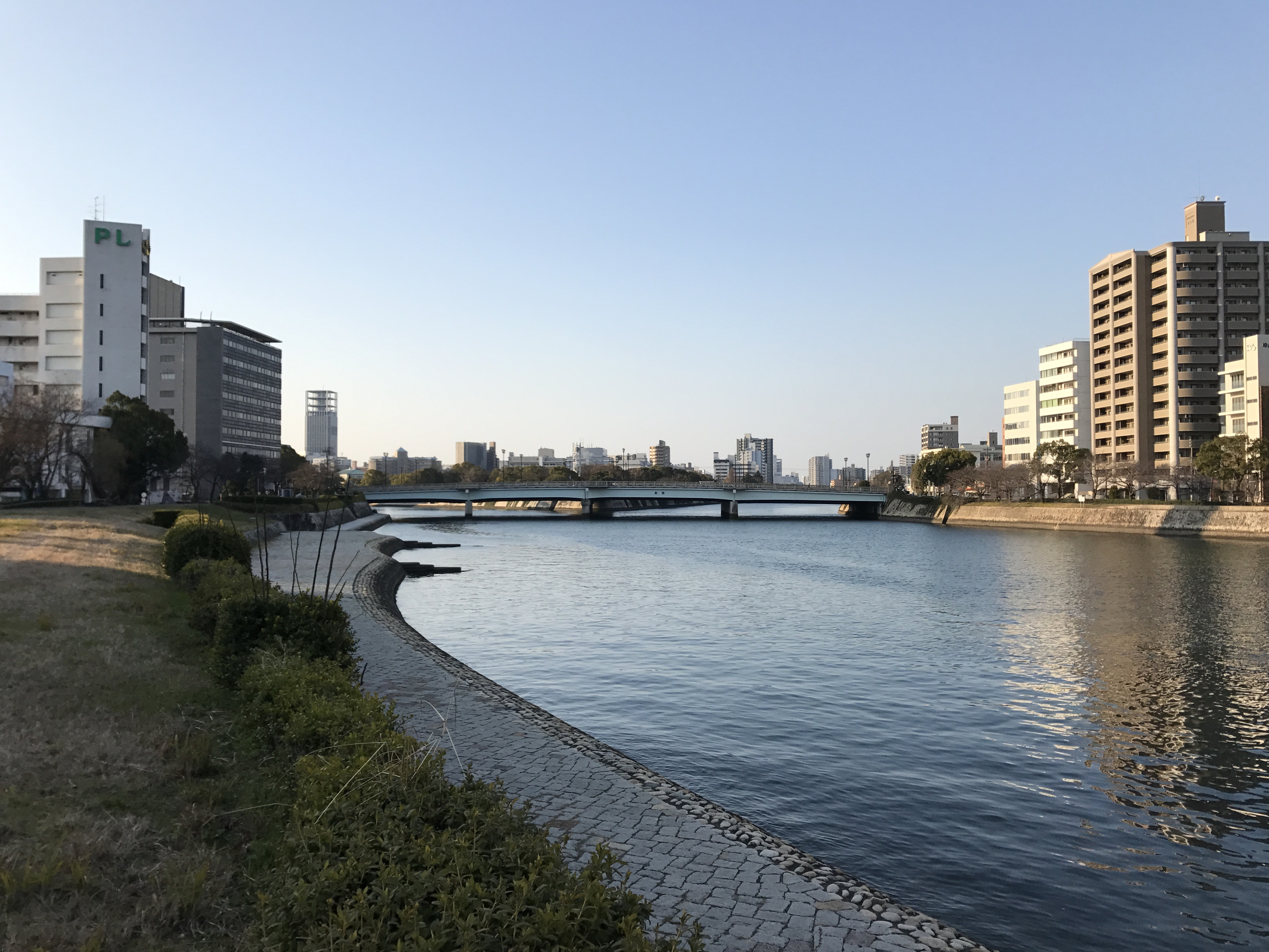
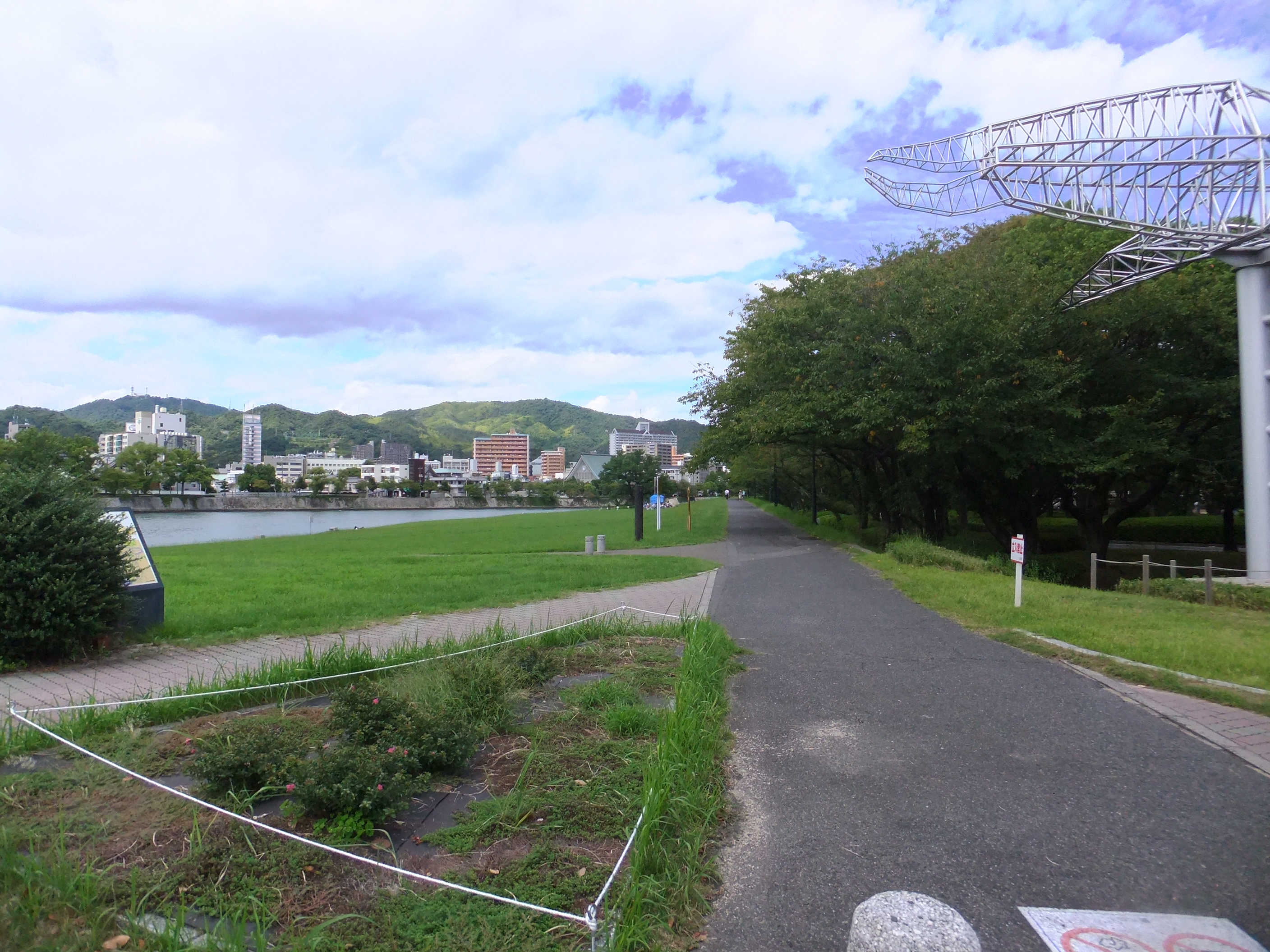
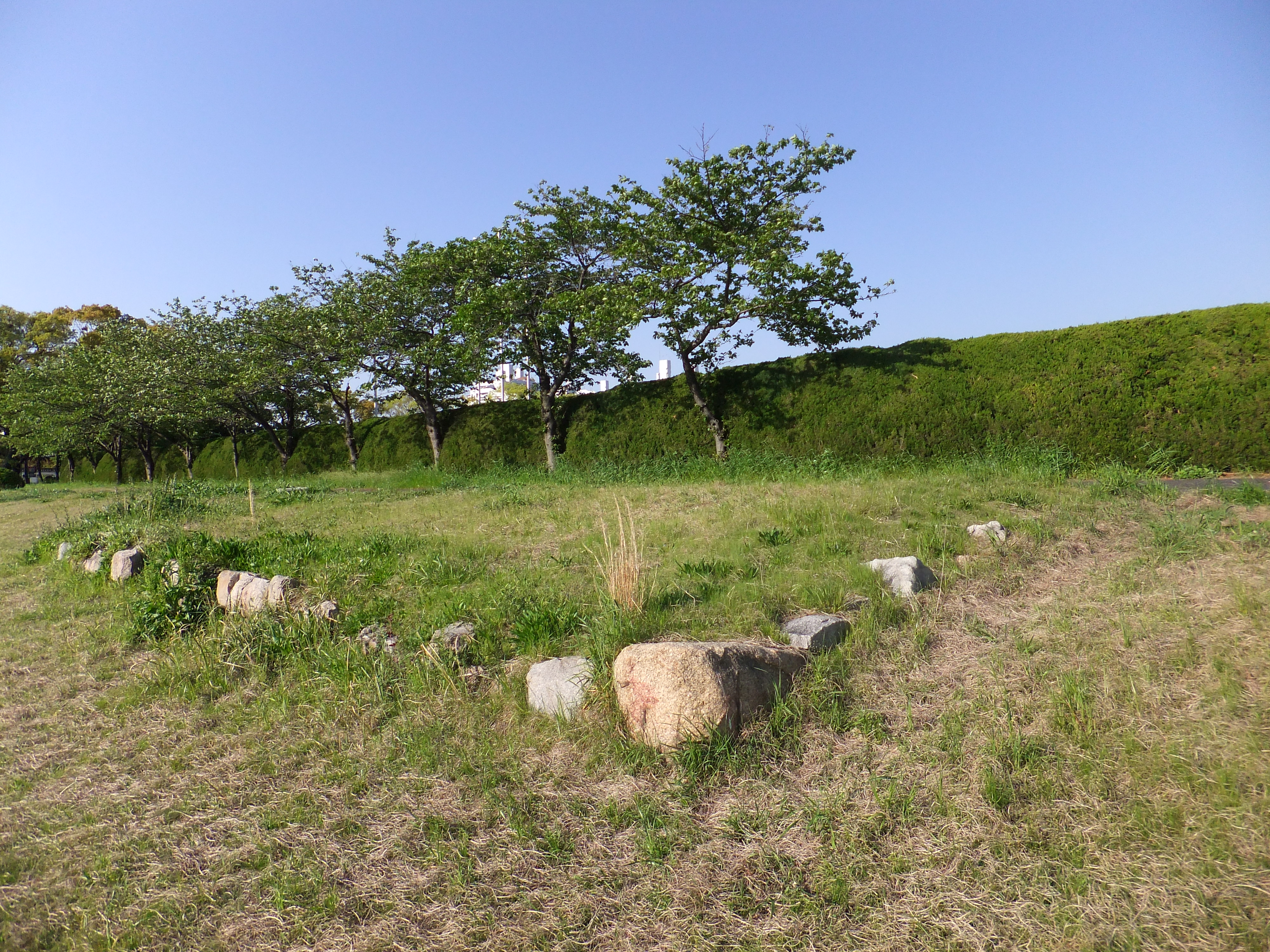
広島城旧櫓台